# Гордун Сергій Володимирович
Сергій Володимирович Гордун (нар. 11 червня 1979) — український футболіст, що виступав на позиції півзахисника. Відомий за виступами у низці українських клубів різних ліг, а також у вищому азербайджанському дивізіоні за клуб «Кяпаз» із Гянджі. Після закінчення виступів на футбольних полях — футбольний агент.

## Клубна кар'єра
Сергій Гордун розпочав виступи на футбольних полях у 1994 році в складі луцької аматорської команди «Електрик-ЕНКО». Дебютував у професійному футболі Гордун у березні 1997 році виступами за головну команду області «Волинь», який у попередньому сезоні вибув з вищої ліги до першої. Проте в своєму першому сезоні в професійному клубі молодий футболіст зіграв лише 4 матчі за клуб, а вже з наступного сезону став частіше з'являтися в основі клубу, зігравши в чемпіонаті 17 матчів. У сезоні 1998—1999 років Сергій Гордун, хоча й зіграв 24 матчі в складі луцької команди, проте не став твердим гравцем основи клубу. Оскільки «Волинь» у ці роки повільно опускалась щаблями турнірної таблиці, то футболіст вирішив прийняти запрошення іншого першолігового клубу — алчевської «Сталі». У сезоні 1999—2000 років алевська команда зайняла друге місце в турнірній таблиці, та здобула путівку до вищої ліги, а Сергій Гордун став одним із гравців основи команди. Проте вже в наступному сезоні, коли алчевська команда вже грала у вищій лізі, Гордун втратив місце в основі команди, і грав виключно за фарм-клуб команди «Сталь-2», яка виступала в другій українській лізі. Після цього на початку 2001 року Сергій Гордун вирішує повернутися до складу «Волині». У кінці сезону 2000—2001 футболіст частіше з'являвся в основі клубу, проте в наступному сезоні він лише в кінці сезону виходив на поле у футболці луцького клубу. Проте це не завадило йому разом із іншими футболістами клубу отримати золоті медалі переможців першої ліги сезону 2001—2002, хоча він зіграв у цьому сезоні лише 2 матчі. Після закінчення переможного для «Волині» сезону в першій лізі Сергій Гордун став футболістом російського клубу «Краснознаменськ», який виступав у другій російській лізі. За півроку Гордун повернувся в Україну, і грав за аматорські команди «Прилад-ЛДТУ» і «Волинь-Цемент» із Здолбунова. Після цього футболіст нетривалий час грав за російський клуб «Нафтохімік» із Нижньокамська. За півроку повернувся в Україну, де став гравцем першолігового клубу «Нива» з Вінниці. У цьому клубі Гордун також грав лише протягом півроку, після чого став гравцем азербайджанського клубу «Кяпаз», який грав у вищому азербайджанському дивізіоні. Проте у вищій азербайджанській лізі футболіст зіграв лише 12 матчів, і повернувся до України, де грав за аматорські клуби «Волинь-Цемент» і ОДЕК. У 2007 році Сергій Гордун стає гравцем друголігового хмельницького «Поділля», проте зіграв у складі хмельничан лише 3 матчі. З початку 2008 року футболіст перейшов до складу іншого друголігового клубу «Полтава», в якому грав до кінця року, і який став для нього останнім професійним клубом у кар'єрі. Далі Сергій Гордун грав у складі аматорських команд «Берегвідейк», «Роси» з Рожища та «Гарая» із Жовкви. Після завершення футбольної кар'єри Сергій Гордун став футбольним агентом.